# Les Hijabeuses
Les Hijabeuses est un collectif créé en mai 2020 au sein de l'association Alliance citoyenne pour défendre le droit des joueuses de football de porter le voile islamique lors des matchs officiels en France. Le collectif est mis en lumière au moment où il s'oppose à un amendement de LR à la proposition de la loi sur la « démocratisation du sport », visant l'interdiction du port des signes religieux dans les compétitions sportives.
Ce débat français s'inscrit dans une longue série de polémiques sur la façon dont les femmes musulmanes devraient s'habiller.

## Contexte
Le collectif les Hijabeuses est créé en mai 2020, à Paris au sein de l'association Alliance citoyenne, qui lutte pour l'accès au logement et aux services publics des femmes musulmanes,. Le collectif a pour objectif de défendre le droit des joueuses de football de porter le voile. La Fédération française de football interdit en effet le port du hijab en compétition officielle, invoquant l'hygiène, la sécurité et la laïcité, alors même que le voile est autorisé aux Jeux olympiques depuis 1996 et par la Fédération internationale de football depuis 2014,,,,. Au niveau mondial, l'IFAB impose seulement que « lorsqu'un couvre-chef est porté, celui-ci doit être en accord avec l'apparence professionnelle de l'équipement du joueur et ne doit constituer aucun danger pour le joueur ». Une footballeuse citée par Marianne explique que cette règle a pour conséquence qu'« en France, les footballeuses qui portent le hijab voient souvent leurs ambitions sportives être stoppées tôt dans leur carrière ».
La FFF invoque des raisons d'hygiène, de sécurité, mais Bouchra Chaïb explique que ce sont « de faux arguments, car il existe un hijab homologué pour pratiquer le sport de compétition ». La Fédération française de handball, par exemple, l'autorise. L'International Football Association Board (Ifab), comme la Fifa, autorise le port du hijab depuis 2014.
L'autre argument de la FFF est celui de la laïcité. L'article 1 de ses statuts explique en effet que « sont interdits, à l'occasion de compétitions […], tout port de signe ou tenue manifestant ostensiblement une appartenance politique, philosophique, religieuse ou syndicale ». La FFF invoque également la charte d'éthique et de déontologie du football français, selon laquelle « Un terrain de football, un stade, un gymnase, ne sont pas des lieux d'expression politique ou religieuse. Ce sont des lieux de neutralité ». À cet argument une footballeuse objecte : « à partir du moment où on ne fait pas l'apologie d'une religion, je ne vois pas où est le problème, on n'est pas neutre soi-même lorsqu'on écarte les femmes musulmanes voilées des terrains. Moi, j'appelle cela de la discrimination ». Les manifestations religieuses sur les terrains sont de fait très souvent chrétiennes. Pierre-Alain Raphan, député du groupe LREM, estime qu'il n'est pas possible d'« interdire plus largement les signes religieux pendant les compétitions sportives », vu qu'on laisse bien « des footballeurs faire des signes de croix en entrant sur le terrain ou après avoir marqué un but » et l'avocate des Hijabeuses se demande s'il « faudrait exiger [des footballeurs] Messi et Neymar qu'ils cessent de se signer ou qu'ils cachent leur tatouage ostensible dédié à leur croyance religieuse ».

## Création
En août 2021, le collectif est composé d'une centaine de femmes, portant le voile ou non. Le New York Times note que « les histoires personnelles des membres des Hijabeuses soulignent à quel point le football a été synonyme d'émancipation ». L'une d'elles affirme :

« Ce que nous voulons, c'est être acceptées telles que nous sommes, mettre en œuvre ces grands slogans de diversité, d'inclusion. Notre seul désir est de jouer au football. »

La présidente du groupe est Founé Diawara (d), une jeune femme de 22 ans étudiante à Sciences Po (dont elle est capitaine de l'équipe de foot), née à Meaux de parents d'origine malienne,.
Le collectif se structure en janvier 2023 en se déclarant en association loi de 1901 à la préfecture de Seine-Saint-Denis,.

## Réactions
Le collectif indique recevoir beaucoup de retours positifs de la part du grand public. Au contraire, l'hebdomadaire Marianne évoque une opération de « propagande », et la Ligue du droit international des femmes (d) dénonce « le retour des pleurnicheuses » en ironisant sur leur revendication principale.
En février 2022, la ministre déléguée à l'Égalité femmes-hommes, Élisabeth Moreno, se déclare « atterrée de voir la droite ressortir la question du voile quand elle a besoin d'exister », et explique que les femmes « ont le droit de porter le voile islamique pour jouer [et que sa] bataille c'est de protéger celles que l'on force à porter le voile ». Mais le débat ravive les clivages dans la majorité entre les partisans des différentes interprétations du principe de laïcité, et le porte-parole du gouvernement, Gabriel Attal, précise que la « position [de Mme Moreno] ne reflète pas celle du gouvernement »,,,. Le ministre de l'Économie, Bruno Le Maire, estime lui que « les signes religieux n'ont pas leur place dans l'espace public ».
En février 2022 également, elles sont soutenues par le maire de Grenoble, Éric Piolle. Puis le 28 mai 2024, deux de leurs membres participent, avec le footballeur Vikash Dhorasoo et le sociologue et journaliste sportif Seghir Lazri, à la conférence Carton rouge au racisme qui se tient à l'auditorium du musée de Grenoble, dans le cadre d'un cycle de conférences organisées par la mairie sur les discriminations dans le sport. Cette invitation est contestée par l'association des femmes élues de l'Isère, présidée par Nathalie Béranger (d), membre LR de la majorité au conseil régional et de l'opposition au conseil municipal.

## Activités militantes
Le collectif organise des matchs et des tournois pour permettre aux sportives de jouer au football et donner de la visibilité à leur campagne, et communique sur leur cause, à travers des vidéos et des actions sur les réseaux sociaux,. Le groupe travaille avec la sociologue et chercheuse Haïfa Tlili pour faire avancer leur revendication et rencontre également des juristes, des spécialistes des droits humains ou encore des leaders d'institutions du monde du football.
En 2021, les Hijabeuses déposent un dossier à la Fédération française de football (FFF) pour faire changer la réglementation. En juillet 2021, ses membres organisent un entraînement à l'intérieur du siège de la FFF. La FFF rejette leur demande en août 2021.

### Référé devant le Conseil d'État contre la FFF (2021)
En novembre 2021, les Hijabeuses saisissent le Conseil d'État au sujet du refus de la FFF,,,. Leur requête en référé est rejetée, la réponse sur le fond est attendue. Pour Frédéric Thiriez, avocat au Conseil d'État, les « principes sacrés [de] dignité de la femme, égalité, non-discrimination » doivent l'emporter ; Yves Calvi de RTL ajoute que c'est apparemment « quitte à ce que certaines femmes, qui ne souhaitent pas retirer leur voile, soient privées de pratiquer leur sport ».

### Mobilisation contre des tentatives d'amendements de LR (2021-2022)
Le débat s'invite dans les discussions en 2021-2022 de la loi contre le séparatisme, et de la loi visant à « démocratiser le sport ».
En 2021, les sénateurs du groupe LR tentent d'ajouter un amendement interdisant le voile en compétition, mais sans succès.
En janvier 2022, le collectif se mobilise après l'adoption par le Sénat d'un nouvel amendement LR à la proposition de loi visant à « démocratiser le sport », qui vise à interdire « le port de signes religieux ostensibles » lors « d'événements sportifs et compétitions sportives organisées par les fédérations sportives », et qui étendrait donc l'interdiction en vigueur pour le football aux autres sports,. Une pétition en ligne, qui s'oppose à cet amendement réunit en quelques jours 53 000 signatures. Elle est accompagnée d'une campagne sur les réseaux sociaux avec le hashtag #LetUsPlay (« Laissez nous jouer »). Les Hijabeuses manifestent en échangeant quelques passes et en arborant une banderole « Le football pour toutes » dans le jardin du Luxembourg,. L'amendement LR donne lieu à un désaccord entre sénateurs et députés en commission mixte paritaire le 31 janvier,.
La nouvelle lecture de la proposition de loi à l'Assemblée nationale a lieu le 9 février. À cette occasion, une réunion des Hijabeuses est prévue sur l'esplanade des Invalides, devant l'Assemblée, pour militer pour un « football pour toutes », mais cette manifestation est interdite par la préfecture de police. Le préfet, Didier Lallement, explique que la revendication des Hijabeuses « fait l'objet d'un clivage important entre partisans de l'affirmation d'un islam politique et partisans des valeurs républicaines d'égalité [et qu'il] est à craindre que cette manifestation » n'entraine des violences ; des « arguments avancés scandaleux et [qui] ne reposent sur rien d'autre que des préjugés racistes et une confusion politique délibérément entretenue », selon l'association,,. À la suite d'un référé liberté, l'arrêté d'interdiction est finalement suspendu par le tribunal administratif de Paris, mais après l'horaire fixé pour le début de la manifestation,. Le tribunal, qui estime que « les requérantes [étaient] fondées à soutenir [que l'arrêté] constitue une mesure disproportionnée au regard des impératifs de protection de l'ordre public allégué », demande aussi à l'État de verser 1 000 € à l'association Alliance citoyenne.
À la même date, une cinquantaine de sportifs internationaux appellent, dans une tribune intitulée « Laissez jouer les hijabeuses ! » publiée par Libération, à s'opposer à l'amendement du Sénat, dénonçant « une mesure discriminatoire, excluante et totalement contraire aux valeurs du sport ».
Pendant cette lecture du 9 février, Éric Ciotti dénonce « la soumission aux islamistes » du président de la République, Emmanuel Macron, et explique que « Les Hijabeuses nous testent, elles lancent un défi à la République parce que leur voile, c'est un étendard de conquête, c'est le porte-drapeau des islamistes, des revendications communautaristes. Le danger est là. » Les députés adoptent la proposition de loi sans l'amendement LR.
Quelques jours plus tard, elles interviennent à Lille, où elles jouent sur le parvis de l'hôtel de ville, et à Grenoble, où elles jouent sur la place de Verdun devant l'hôtel de préfecture de l'Isère.

### Recours sur le fond devant le Conseil d'État contre la FFF (2021-2023)
En novembre 2021, les Hijabeuses saisissent le Conseil d'État sur le fond au sujet du refus de la FFF de modifier l'article 1 de son règlement. La Ligue des droits de l'Homme soutient leur démarche, et demande à la FFF une réécriture de cet article qu'elle considère comme « une atteinte disproportionnée à la liberté d'expression ».
En juin 2023, le rapporteur public du Conseil d'État se prononce en faveur de l'autorisation du voile dans les compétitions de football et demande l'annulation de cet article. Il estime en effet qu'il n'y a ni « prosélytisme », ni « provocation » dans le seul port du hijab. Il considère de plus que la neutralité s'applique aux agents du service public, comme les employés de la FFF, les arbitres et les sélectionnés pour des équipes nationales, mais pas aux usagers (tels que les simples licenciées de la fédération) qui doivent bénéficier des libertés de croyance et d'opinion. Il remarque que les signes religieux sont déjà présents dans le monde du football et cite l'Espagne, l'Allemagne, l'Italie et l'Angleterre qui autorisent le voile en compétition, mais réfute l'argument de la supériorité des règlements de la Fédération internationale de football et du Comité international olympique — qui tolèrent le voile — sur le droit national. L'avocat de la FFF dénonce quant à lui « l'importation dans le football de revendications communautaires ».
Le Conseil d'État maintient l'interdiction,. En effet, dans sa décision rendue le 29 juin 2023,, il admet que les joueuses sont des usagères d'un service public et ne sont donc pas soumises au devoir de neutralité, mais reconnaît à la FFF le droit d'édicter les règles qu'elle juge nécessaires au bon déroulement des compétitions. En l'espèce, il considère que l'interdiction du voile édictée par la FFF est « adaptée et proportionnée », car il estime que cette interdiction, « limitée aux temps et lieux des matchs de football, apparaît nécessaire pour assurer leur bon déroulement en prévenant notamment tout affrontement ou confrontation sans lien avec le sport »,.
Le New-York Times estime que cette interdiction et la mort de Nahel au même moment sont « deux visages des divisions raciales en France ». Le juriste Mathieu Maisonneuve qualifie la décision de politique et indique qu'elle semble confondre les dérives communautaristes avec la simple manifestation d'une conviction religieuse. Il rappelle que dans d'autres sports que le football (handball, rugby), le port du hijab est autorisé et n'a pas posé de difficulté. Selon lui, la décision manifeste une « adhésion à une conception de la laïcité visant à rendre invisible le fait religieux dans l'espace public, en rupture avec la conception libérale qui est traditionnellement celle de la juridiction administrative », et si le Conseil d'État devait être pris au mot, il serait désormais possible d'interdire le port de tenues religieuses par les usagers d'un service public sur la base d'un risque de troubles qui reste très hypothétique.

### Saisie de la Cour européenne des droits de l'homme (depuis2023)
À la suite de cette décision du Conseil d'État, l'association saisit en octobre 2023 la Cour européenne des droits de l'homme pour violation par la France de la Convention européenne des droits de l'homme, plus précisément de l'article 9 (« Liberté de pensée, de conscience et de religion ») et de l'article 8 (« Droit au respect de la vie privée et familiale »), pris isolément et combinés avec l'article 14 (« Interdiction de discrimination »). Elle est à nouveau soutenue par la Ligue des droits de l'Homme. La Cour décide en mars 2024 d'accepter la requête,.

### Autres
En août 2024, huit membres du collectif viennent soutenir une amie participant au Marathon pour tous, organisé en marge des Jeux olympiques de 2024 à Paris. Elles sont interpellées et placées en garde à vue pour avoir brandi des pancartes.